# 松島圭二郎
松島 圭志郎（まつしま けいじろう、1980年12月11日 - ）は、日本の俳優。大阪府出身、広島県・神奈川県育ち。旧芸名：松島圭二郎。

## 出演作品

### テレビドラマ
- NHK大河ドラマ『新選組!』（2004年1月11日 - 12月12日） - 奥沢栄助
- 土曜ワイド劇場『逆転報道の女5』（2016年5月14日） - 井島啓太
- 連続ドラマW『ヒトヤノトゲ〜獄の棘〜』（2017年3月19日-4月23日、監督：平山秀幸）第3-6話 - 室田幸雄

### 映画
- 関ヶ原（2017年8月26日公開、監督：原田眞人） - 中馬大蔵
- 韓国映画『麻薬王』（2018年） - ヒデキ
- 検察側の罪人（2018年） - 阿部刑事
- 燃えよ剣（2021年） - 北添佶摩
- ミラーライアーフィルムズ plus 「笑いのリズム」（2022年）
- 大怪獣のあとしまつ（2022年）
- ヘルドッグス（2022年）

### Vシネマ
- 岸和田少年愚連隊 ゴーイングマイウェイ（2004年）
- 今昔ヤンキー伝説 パンチ!!（2010年）
- 下町任侠伝 鷹（2020年） - 猛武会組員
- 織田同志会 織田征仁（2020年） - 相模会